# Eriospermum laxiracemosum
Eriospermum laxiracemosum är en sparrisväxtart som beskrevs av Pauline Lesley Perry. Eriospermum laxiracemosum ingår i släktet Eriospermum och familjen sparrisväxter. Inga underarter finns listade i Catalogue of Life.